# Liste der Kulturgüter in der Region Val-de-Travers
Die Liste der Kulturgüter in der Region Val-de-Travers (fr. Région Val-de-Travers) enthält alle Objekte in den Gemeinden der Region Val-de-Travers im Kanton Neuenburg, die gemäss der Haager Konvention zum Schutz von Kulturgut bei bewaffneten Konflikten, dem Bundesgesetz vom 20. Juni 2014 über den Schutz der Kulturgüter bei bewaffneten Konflikten sowie der Verordnung vom 29. Oktober 2014 über den Schutz der Kulturgüter bei bewaffneten Konflikten unter Schutz stehen.

## Kulturgüterlisten der Gemeinden
- La Côte-aux-Fées *
- Les Verrières
- Val-de-Travers

* Diese Gemeinde besitzt keine Objekte der Kategorien A oder B, kann aber (zzt. nicht dokumentierte) C-Objekte besitzen.